# Френсис Рајан
Френсис Џ. „Хун“ Рајан (Филаделфија, 10. јануар 1908 — Филаделфија, 14. октобар 1977) је био амерички фудбалски везни фудбалер. За мушку репрезентацију САД наступио је три пута, постигавши један гол, између 1928. и 1936. године. Такође је био члан америчких тимова на Летњим олимпијским играма 1928., Летњим олимпијским играма 1936.  и Светском првенству у фудбалу 1934. године. Рајан је примљен у Националну фудбалску кућу славних 1958. године.